# Lomtjärnarna (Voxna socken, Hälsingland, 682071-147797)
Lomtjärnarna är en sjö i Ovanåkers kommun i Hälsingland och ingår i Ljusnans huvudavrinningsområde.